# 牧誠
牧 誠（まき まこと、1948年4月29日 - 2018年4月3日）は、愛知県名古屋市出身の日本の実業家。パソコン周辺機器メーカーバッファローの創業者で、メルコホールディングス代表取締役元会長。一般社団法人デジタルライフ推進協会元代表理事。

## 略歴
1948年（昭和23年）4月29日、名古屋市昭和区で生まれる。実父は製麺業者シマダヤの創業者牧清雄で、シマダヤ会長の牧実とは兄弟に当たる。幼少期に牧家の本家である叔父の家に養子に出されている。
私立東海中学校、高等学校を経て、1971年（昭和46年）3月に早稲田大学理工学部物理学科を卒業。1973年（昭和48年）3月には同大学の大学院理工学研究科応用物理学を修了し、翌4月に学生時代のアルバイト先だった秋葉原のオーディオメーカー株式会社ジムテックへ入社。1975年（昭和50年）4月、名古屋へ戻るため株式会社ジムテックを退社し、翌5月にアンプメーカーのメルコを個人創業した。
1978年（昭和53年）8月、株式会社メルコ（現・バッファロー）を設立し、代表取締役社長に就任。1986年（昭和61年）6月には、有限会社バッファロー（現・メルコホールディングス）を設立し、代表取締役社長に就任する。 2004年（平成16年）5月に、株式会社バッファローの代表取締役会長、2006年（平成18年）5月に、株式会社バッファローの取締役会長に就任する。 2015年（平成27年）6月13日付でメルコホールディングスの代表取締役会長に就任。
2010年（平成22年）2月1日には、メルコホールディングスとアイ・オー・データ機器およびデジオンの3社で設立した一般社団法人デジタルライフ推進協会の代表理事に就任している。
2018年（平成30年）4月3日、69歳で逝去した。